# Costabissara
Costabissara – miejscowość i gmina we Włoszech, w regionie Wenecja Euganejska, w prowincji Vicenza.
Według danych na rok 2004 gminę zamieszkiwały 5682 osoby, 437,1 os./km².